# Sven Utterström
Sven Ludvig Utterström (Boden, 16 mei 1901 - aldaar, 7 mei 1979) was een Zweeds langlaufer.

## Carrière
Utterström was tweemaal, in 1925 en in 1928, winnaar van de langste langlaufwedstrijd de Wasaloop. Utterström won op de spelen van 1932 de gouden medaille op de achttien kilometer, deze wedstrijd was tegelijk het wereldkampioenschap. Utterström won in 1930 in Oslo de gouden medaille op de 50 kilometer en drie jaar later werd hij met zijn ploeggenoten de eerste wereldkampioen estafette.

## Belangrijkste resultaten

### Olympische Winterspelen
| Editie | Plaats       | Resultaten       |
| ------ | ------------ | ---------------- |
| 1928   | Sankt Moritz | 9e 18 km         |
| 1932   | Lake Placid  | 18 km · 6e 50 km |

### Wereldkampioenschappen langlaufen
| Jaar | Plaats       | Resultaten        |
| ---- | ------------ | ----------------- |
| 1928 | Sankt Moritz | 9e 18 km          |
| 1930 | Oslo         | 50 km             |
| 1932 | Lake Placid  | 18 km · 6e 50 km  |
| 1933 | Innsbruck    | 50 km · estafette |